# Librería Lagun
La librería Lagun de San Sebastián (1968- 2023. España) fue un emblemático espacio cultural que se convirtió en  símbolo de  resistencia tanto contra  la dictadura franquista como, en décadas posteriores, frente a la violencia y la presión de ETA y su entorno.
A lo largo de su historia, Lagun sufrió numerosas amenazas y agresiones, una de ellas casi mortal.
Su labor comprometida con la cultura y los derechos cívicos le valió diversos reconocimientos, entre ellos la Medalla al Mérito Ciudadano concedida por el Ayuntamiento de San Sebastián en 2002. 
Tras más de medio siglo de actividad, la librería cerró sus puertas en 2023, dejando una huella profunda en la memoria cultural y política de Guipúzcoa.

## Historia
La librería Lagun, amigo/a en euskera, comenzó su andadura en 1968 en un local situado en la plaza de la Constitución de la parte vieja de San Sebastián.
Sus fundadores fueron Ignacio Latierro (San Sebastián 1943)  y el matrimonio formado por María Teresa Castells (Busturia 1935- San Sebastián 2017) y José Ramón Recalde (San Sebastián 1930 - ib. 2016). Todos ellos provenían del espacio político de izquierda.
En los primeros años de existencia de la librería llegaron a estar detenidos por su actividad, ya que en la zona trasera vendían libros prohibidos por el régimen franquista,  organizaban reuniones con diferentes personalidades del espectro político opositor al franquismo y se implicaron en la oposición al denominado proceso de Burgos.
En esa primera época fueron objeto de multas gubernativas y hacia 1972 comenzaron los ataques por parte de grupos ultraderechistas como los guerrilleros de Cristo Rey.
Con la llegada de la democracia, su oposición a la utilización de la violencia con fines políticos les llevó a estar en el punto de mira del nacionalismo vasco radical especialmente a partir de los años noventa.
Entre las decenas de ataques que sufrieron, cabe destacar  dos:

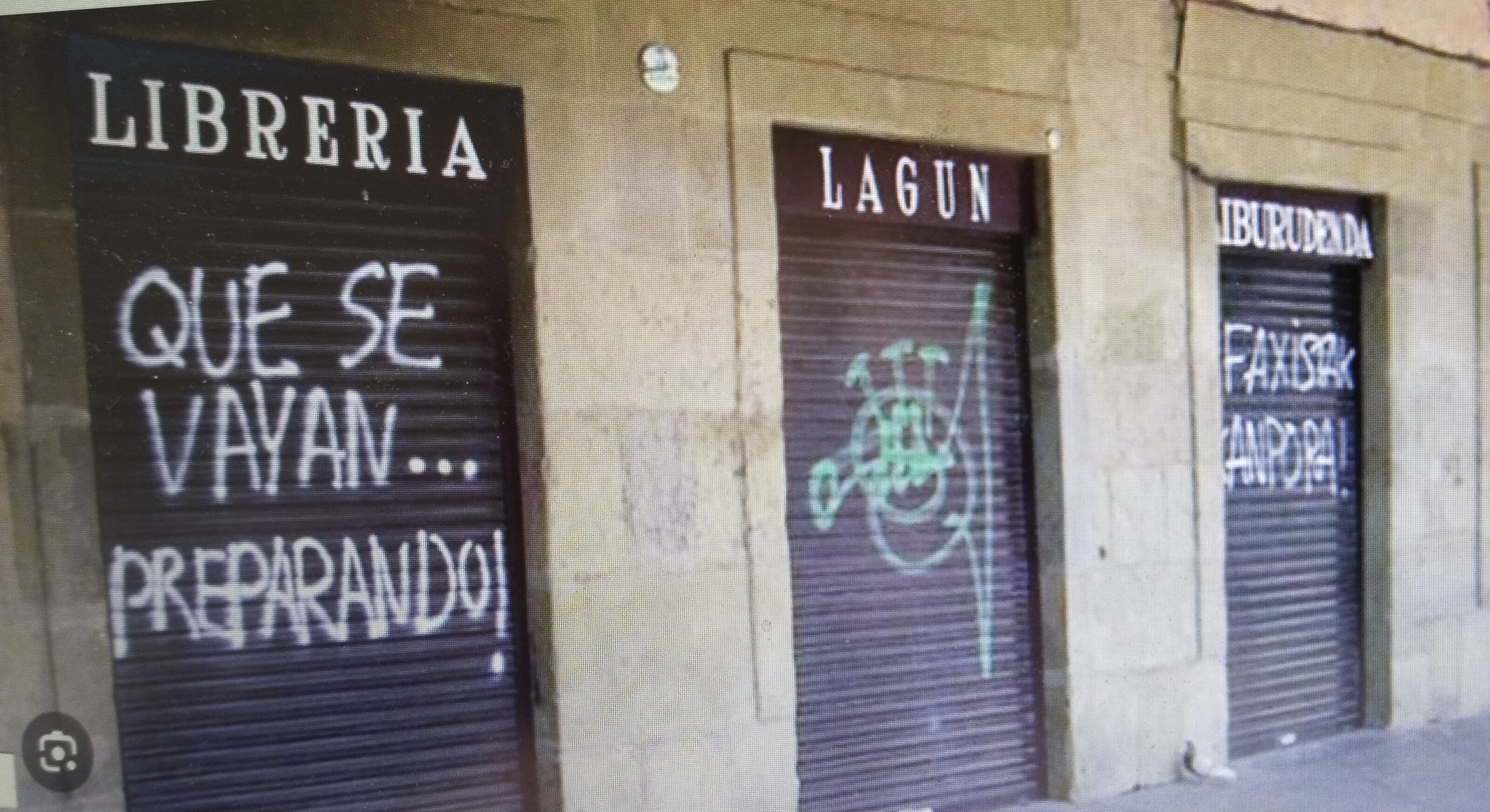
Antigua dirección de la Librería Lagun en el Cascjo Viejo de San Sebastián

- El 11 de enero de 1997  los asaltantes radicales rompieron los escaparates, penetraron en la librería, se llevaron algunos libros y encendieron una pira con ellos en la Plaza de la Constitución.
Tras este hecho se plantearon seriamente cerrar el establecimiento pero la ciudadanía de San Sebastián reaccionó acudiendo  a comprar los libros pintarrajeados con pintura roja y amarilla, lo que les animó a seguir.
- El 14 de septiembre de 2000, José Ramón Recalde fue tiroteado por un pistolero de ETA cuando salía de su coche. Recalde sobrevivió al atentado de milagro, aunque sufrió graves secuelas físicas.
En el año 2001, debido a la constantes pintadas y amenazas decidieron mudarse a otro local fuera de la parte vieja de San Sebastián, que era terreno dominado por grupos nacionalistas violentos. La nueva dirección del establecimiento fue el n.º 3 de la Calle Urdenaeta 
Las nuevas tendencias comerciales de venta empujaron al cierre de la librería en el verano de 2023. Desde ese momento, la librería Lagun ha entrado a formar parte de la memoria colectiva de San Sebastián donde lo mismo  asesoraban sobre algún libro o se convertían en un referente para muchos ciudadanos en medio de una sociedad herida. Fueron libreros en el más amplio sentido de la palabra.
Elena Recalde, hija de José Ramón y María Teresa fue la encargada de la librería en sus últimos tiempos.

## Reconocimientos
El reconocimiento más importante que tuvieron los libreros de Lagun fue el de la propia ciudadanía de la ciudad que supo apreciar los valores de libertad, altruismo y valentía que tanto necesitaba la sociedad en difíciles momentos históricos.
- Medalla al Mérito Ciudadano por el Ayuntamiento de San Sebastián. (2002)
- Premio de la Fundación Mario Onaindía. (2014)
- Placa de Honor de la Orden Civil de Alfonso X el Sabio.(2018)

La Diputación de Guipúzcoa homenajeó a los fundadores de Lagun en el teatro Victoria Eugenia de San Sebastián en el año 2018.

## Vídeos
- Telediario 1. Cierra la librería Lagun
- EITB. La librería Lagun cierra las puertas